# American Music Awards 1990
Die 17. American Music Awards wurden von der American Broadcasting Company (ABC) am 22. Januar 1990 ausgestrahlt. Die Veranstaltung fand im Shrine Auditorium in Los Angeles, Kalifornien statt. Die Moderation übernahmen Anita Baker, Alice Cooper und Gloria Estefan sowie Naomi Judd & Wynonna Judd (The Judds).
Die meisten Preise gewann die deutsche Discopop-Gruppe Milli Vanilli mit drei Preisen. Am häufigsten nominiert waren mit je fünf Nominierungen Soul II Soul und Bobby Brown.

## Gewinner und Nominierte
| Subkategorie                              | Sieger                                   | Nominierungen                                                               |
| Pop/Rock Category                         | Pop/Rock Category                        | Pop/Rock Category                                                           |
| ----------------------------------------- | ---------------------------------------- | --------------------------------------------------------------------------- |
| Favorite Pop/Rock Male Artist             | Bobby Brown                              | Richard Marx John Cougar Mellencamp                                         |
| Favorite Pop/Rock Female Artist           | Paula Abdul                              | Anita Baker Madonna                                                         |
| Favorite Pop/Rock Band/Duo/Group          | New Kids on the Block                    | Bon Jovi Milli Vanilli                                                      |
| Favorite Pop/Rock Album                   | New Kids on the Block – Hangin’ Tough    | Paula Abdul – Forever Your Girl Bobby Brown – Don’t Be Cruel                |
| Favorite Pop/Rock Song                    | Milli Vanilli – Girl You Know It’s True  | Bon Jovi – I’ll Be There for You Gloria Estefan – Don’t Wanna Lose You      |
| Favorite Pop/Rock New Artist              | Milli Vanilli                            | Living Colour Traveling Wilburys                                            |
| Soul/R&B Category                         |                                          |                                                                             |
| Favorite Soul/R&B Male Artist             | Luther Vandross                          | Bobby Brown Prince                                                          |
| Favorite Soul/R&B Female Artist           | Anita Baker                              | Paula Abdul Stephanie Mills                                                 |
| Favorite Soul/R&B Band/Duo/Group          | The O’Jays                               | Guy Soul II Soul                                                            |
| Favorite Soul/R&B Album                   | Bobby Brown – Don’t Be Cruel             | MC Hammer – Let’s Get It Started Karyn White – Karyn White                  |
| Favorite Soul/R&B Song                    | Janet Jackson – Miss You Much            | Anita Baker – Just Because Soul II Soul – Keep on Movin’                    |
| Favorite Soul/R&B New Artist              | Milli Vanilli                            | Babyface Soul II Soul                                                       |
| Country Category                          |                                          |                                                                             |
| Favorite Country Male Artist              | Randy Travis                             | George Strait Hank Williams, Jr.                                            |
| Favorite Country Female Artist            | Reba McEntire                            | K. T. Oslin Dolly Parton                                                    |
| Favorite Country Band/Duo/Group           | Alabama                                  | Highway 101 The Judds                                                       |
| Favorite Country Album                    | Randy Travis – Old 8x10                  | George Strait – Beyond the Blue Neon Hank Williams, Jr. – Greatest Hits III |
| Favorite Country Song                     | Randy Travis – Deeper Than the Holler    | Alabama – If I Had You George Strait – Baby’s Gotten Good at Goodbye        |
| Favorite Country New Artist               | Clint Black                              | Cee Cee Chapman Skip Ewing                                                  |
| Dance Category                            |                                          |                                                                             |
| Favorite Dance Artist                     | Paula Abdul                              | Bobby Brown Janet Jackson                                                   |
| Favorite Dance Song                       | Janet Jackson – Miss You Much            | Madonna – Like a Prayer Soul II Soul – Back to Life                         |
| Favorite Dance New Artist                 | Tone Loc                                 | De La Soul Soul II Soul                                                     |
| Heavy Metal/Hard Rock Category            |                                          |                                                                             |
| Favorite Heavy Metal/Hard Rock Artist     | Guns n’ Roses                            | Aerosmith Mötley Crüe                                                       |
| Favorite Heavy Metal/Hard Rock Album      | Guns N’ Roses – Appetite for Destruction | Mötley Crüe – Dr. Feelgood Skid Row – Skid Row                              |
| Favorite Heavy Metal/Hard Rock New Artist | Skid Row                                 | Warrant Winger                                                              |
| Rap/Hip-Hop Category                      |                                          |                                                                             |
| Favorite Rap/Hip-Hop Artist               | MC Hammer                                | Eazy-E Tone Loc                                                             |
| Favorite Rap/Hip-Hop Album                | MC Hammer – Let’s Get It Started         | Eazy-E – Eazy-Duz-It Tone Loc – Loc’ed After Dark                           |
| Favorite Rap/Hip-Hop New Artist           | Young MC                                 | Eazy-E Tone Loc                                                             |
| Merit                                     |                                          |                                                                             |
| Neil Diamond                              |                                          |                                                                             |
| Special Achievement Award                 |                                          |                                                                             |
| Prince                                    |                                          |                                                                             |

## Auftritte
| Künstler                             | Lied(er)                                                                                  | Angekündigt von           |
| ------------------------------------ | ----------------------------------------------------------------------------------------- | ------------------------- |
| Paula Abdul                          | (It’s Just) The Way That You Love Me                                                      | –                         |
| Richard Marx                         | Too Late To Say Goodbye                                                                   | Anita Baker               |
| Tone Loc                             | Medley: Wild Thing Funky Cold Medina                                                      | Anita Baker               |
| Randy Travis                         | It’s Just a Matter of Time                                                                | Naomi Judd & Wynonna Judd |
| Janet Jackson                        | Escapade                                                                                  | Naomi Judd & Wynonna Judd |
| Warrant                              | Heaven                                                                                    | Naomi Judd & Wynonna Judd |
| Gloria Estefan & Miami Sound Machine | Medley: Here We Are Get on Your Feet                                                      | Naomi Judd & Wynonna Judd |
| New Kids on the Block                | Medley: Cover Girl Hangin’ Tough You Got It (The Right Stuff) This One’s for the Children | Gloria Estefan            |
| Anita Baker                          | Good Love                                                                                 | Gloria Estefan            |
| The Judds                            | Calling in the Wind                                                                       | Gloria Estefan            |
| Alice Cooper                         | House of Fire                                                                             | Anita Baker               |
| Bobby Brown                          | Medley: My Prerogative Every Little Step                                                  | Anita Baker               |
| Great White                          | House of Broken Love                                                                      | Alice Cooper              |
| Rod Stewart                          | Downtown Train                                                                            | Alice Cooper              |